# ABC Supply Wisconsin 250
Das ABC Supply Wisconsin 250 ist ein Automobilrennen in West Allis, Wisconsin, Vereinigte Staaten. Es ist seit 2004 im Rennkalender der IndyCar Series und wird jährlich auf der Milwaukee Mile ausgetragen.

## Geschichte
Auf der Milwaukee Mile wurden bereits ab 1903 Autorennen ausgetragen. Seit 1937 fanden beinahe jährlich Rennen des American Championship Car Racing auf der Strecke statt. 2004 führte die IndyCar Series erstmals eine Veranstaltung auf der Milwaukee Mile statt. Die ersten drei Jahre fand zudem das Champ-Car-Rennen auf dieser Strecke weiterhin statt. Nachdem die Champ Car ihr Milwaukee-Rennen eingestellt hatte, verlegte die IndyCar Series diese Veranstaltung von Juli auf Ende Mai bzw. Juni. Bis auf 2010 fand das IndyCar-Series-Rennen jährlich statt.

## Ergebnisse
| Auflage | Jahr | Serie          | Sieger                               | Zweiter                                | Dritter                               | Pole-Position                      | Schnellste Runde                     |
| ------- | ---- | -------------- | ------------------------------------ | -------------------------------------- | ------------------------------------- | ---------------------------------- | ------------------------------------ |
| 01      | 2004 | IndyCar Series | Dario Franchitti (Dallara-Honda)     | Buddy Rice (G-Force-Honda)             | Sam Hornish jr. (Dallara-Toyota)      | Vitor Meira (G-Force-Honda)        | Dario Franchitti (Dallara-Honda)     |
| 02      | 2005 | IndyCar Series | Sam Hornish jr. (Dallara-Toyota)     | Dario Franchitti (Dallara-Honda)       | Tomas Scheckter (Dallara-Chevrolet)   | Sam Hornish jr. (Dallara-Toyota)   | Tomas Scheckter (Dallara-Chevrolet)  |
| 03      | 2006 | IndyCar Series | Tony Kanaan (Dallara-Honda)          | Sam Hornish jr. (Dallara-Honda)        | Tomas Scheckter (Dallara-Honda)       | Hélio Castroneves (Dallara-Honda)  | Tomas Scheckter (Dallara-Honda)      |
| 04      | 2007 | IndyCar Series | Tony Kanaan (Dallara-Honda)          | Dario Franchitti (Dallara-Honda)       | Dan Wheldon (Dallara-Honda)           | Hélio Castroneves (Dallara-Honda)  | Dan Wheldon (Dallara-Honda)          |
| 05      | 2008 | IndyCar Series | Ryan Briscoe (Dallara-Honda)         | Scott Dixon (Dallara-Honda)            | Tony Kanaan (Dallara-Honda)           | Marco Andretti (Dallara-Honda)     | Scott Dixon (Dallara-Honda)          |
| 06      | 2009 | IndyCar Series | Scott Dixon (Dallara-Honda)          | Ryan Briscoe (Dallara-Honda)           | Dario Franchitti (Dallara-Honda)      | Ryan Briscoe (Dallara-Honda)       | Scott Dixon (Dallara-Honda)          |
|         | 2010 | kein Rennen    | kein Rennen                          | kein Rennen                            | kein Rennen                           | kein Rennen                        | kein Rennen                          |
| 07      | 2011 | IndyCar Series | Dario Franchitti (Dallara-Honda)     | Graham Rahal (Dallara-Honda)           | Oriol Servià (Dallara-Honda)          | Dario Franchitti (Dallara-Honda)   | Dario Franchitti (Dallara-Honda)     |
| 08      | 2012 | IndyCar Series | Ryan Hunter-Reay (Dallara-Chevrolet) | Tony Kanaan (Dallara-Chevrolet)        | James Hinchcliffe (Dallara-Chevrolet) | Dario Franchitti (Dallara-Honda)   | Ryan Hunter-Reay (Dallara-Chevrolet) |
| 09      | 2013 | IndyCar Series | Ryan Hunter-Reay (Dallara-Chevrolet) | Hélio Castroneves (Dallara-Chevrolet)  | Will Power (Dallara-Chevrolet)        | Marco Andretti (Dallara-Chevrolet) | Ryan Hunter-Reay (Dallara-Chevrolet) |
| 10      | 2014 | IndyCar Series | Will Power (Dallara-Chevrolet)       | Juan Pablo Montoya (Dallara-Chevrolet) | Tony Kanaan (Dallara-Chevrolet)       | Will Power (Dallara-Chevrolet)     | Josef Newgarden (Dallara-Honda)      |